# Баконг
Баконг (кхмер. ប្រាសាទបាគង) — перша храмова гора з пісковику, побудована правителями Кхмерської імперії в Ангкорі поблизу сучасного Сіємреапа в Камбоджі. В останні десятиліття 9 століття нашої ери він служив офіційним державним храмом короля Індравармана I в стародавньому місті Харіхаралайя, розташованому в районі, який сьогодні називається Ролуос .
Структура Баконга мала форму східчастої піраміди, яку в народі називають храмовою горою ранньої кхмерської храмової архітектури. Вражаюча схожість храму Баконг і Боробудур на Яві, включно з такими архітектурними деталями, як ворота та сходи на верхні тераси, впевнено свідчить про те, що Боробудур був прототипом Баконга. Ймовірно між кхмерським королівством і Сайлендрами на Яві відбувався обмін мандрівниками, якщо не місією, що сприяло передачі до Камбоджі не тільки ідей, а й технічних та архітектурних деталей Боробудура, у тому числі арочних шлюзів методом хибного склепіння. 

## Історія
У 802 році нашої ери перший король Ангкора Джаяварман II проголосив суверенітет Камбоджі. Після злетів і падінь він заснував свою столицю у місті Харіхаралайя. Через кілька десятиліть його наступники поетапно побудували Баконг  як першу храмову гору з пісковику в Ангкорі.  Напис на її стелі (за класифікацією  - K.826) говорить, що в 881 році король Індраварман I посвятив храм богу Шиві і освятив його центральне релігійне зображення, лінгам, ім'я якого Шрі Індресвара було поєднанням власного імені короля та суфікса "- есвара», що означає Шива («Ішвара»). :62–63 За словами Джорджа Коедеса, культ девараджи полягав у ідеї божественного царства як законності королівської влади  :103, але пізніші автори стверджували, що це не обов'язково стосується культу фізичної особи самого правителя.
Баконг користувався своїм статусом державного храму Ангкору лише кілька років, але пізніші доповнення з 12-го або 13-го століть свідчать, що він не був занедбаний. Ближче до кінця 9 століття син Індравармана і наступник Ясоварман I переніс столицю з Харіхаралаї в район на північ від Сіємреапа, тепер відомий як Ангкор, де він заснував нове місто Яшодхарапура навколо нової храмової гори під назвою Бакхенг.

## Пам'ятка

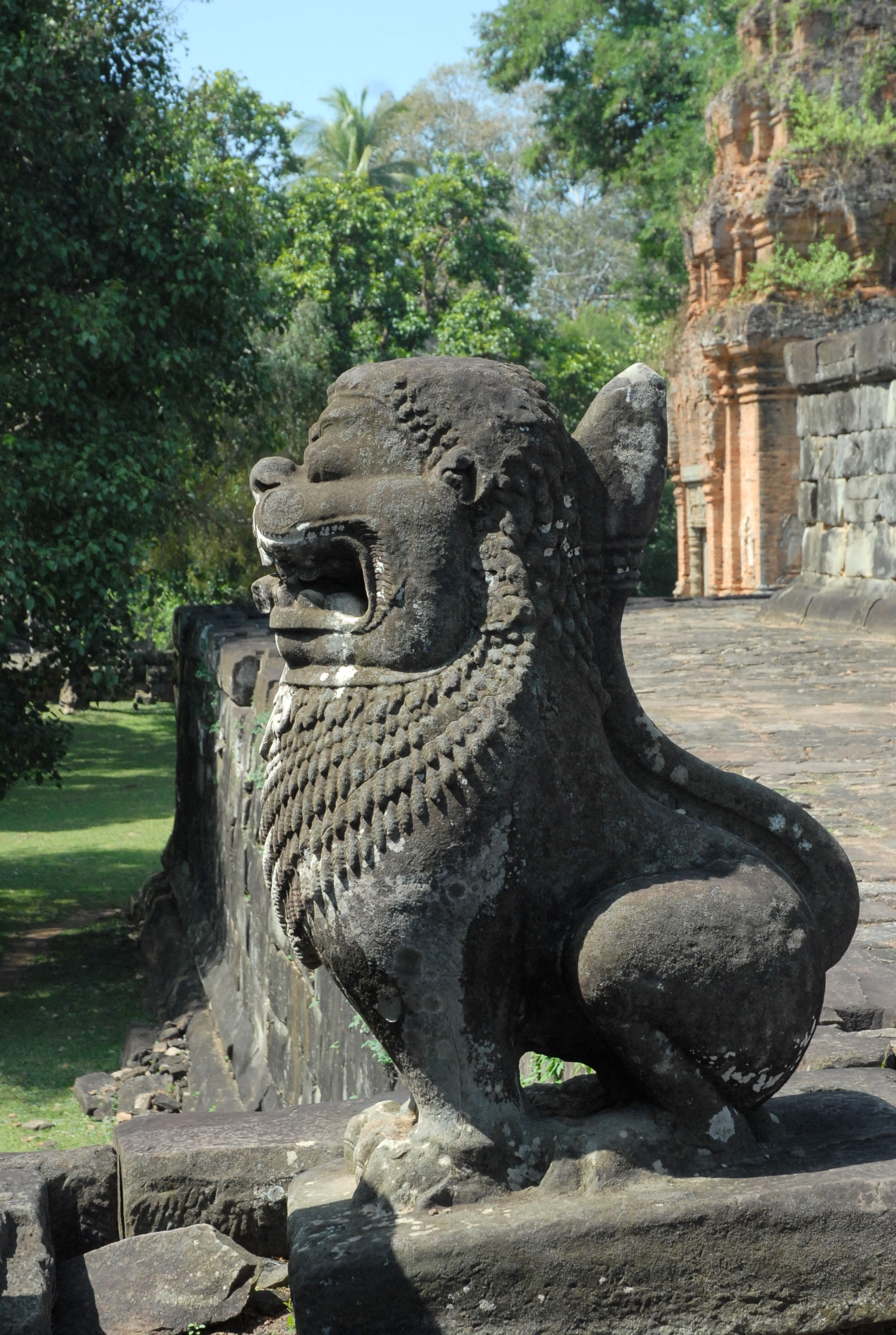
Сходи на центральній піраміді охороняє статуя лева.

Площа Баконга має розміри 900 на 700 метрів і складається з трьох концентричних огорож, розділених двома ровами, головна вісь яких йде зі сходу на захід. Зовнішнє огородження не має ні стіни, ні гопурам, а його межею є зовнішній рів, який сьогодні видно лише частково. Нинішня під’їзна дорога від NH6 веде до краю другої огорожі. Внутрішній рів обмежує територію розміром 400 на 300 метрів із залишками латеритової стіни та чотирьох хрестоподібних гопурам, і його перетинає широка земляна дамба, оточена семиголовими нагами, такими як тяговий міст з нагами. Між двома ровами розташовуються залишки 22-х цегляних храмів-супутників. Найбільш внутрішня частина, обмежена латеритовою стіною, має розміри 160 на 120 метрів і містить центральну храмову піраміду та вісім цегляних храмових веж, по дві з кожного боку. Ряд інших менших будівель також розташовано в межах огорожі. Неподалік від східної гопури є сучасний буддійський храм.
Сама піраміда має п’ять рівнів, а її основа має розміри 65 на 67 метрів. Наприкінці 1930-х років він був реконструйований Морісом Глейзом за методами анастільозу. На вершині є єдина вежа значно пізнішого походження, і архітектурний стиль якої  відповідає не стилю фундаментів Харіхаралаї 9-го століття, а стилю храмового міста Ангкор-Ват 12-го століття. 
Хоча свого часу піраміда мала бути покрита барельєфним різьбленням у ліпнині, сьогодні залишилися лише фрагменти. Драматична сцена-фрагмент із зображенням асур у битві дає відчуття ймовірної високої якості різьблення. Великі кам'яні статуї слонів розміщені як охоронці по кутах трьох нижніх рівнів піраміди. Статуї левів охороняють сходи.

## Галерея

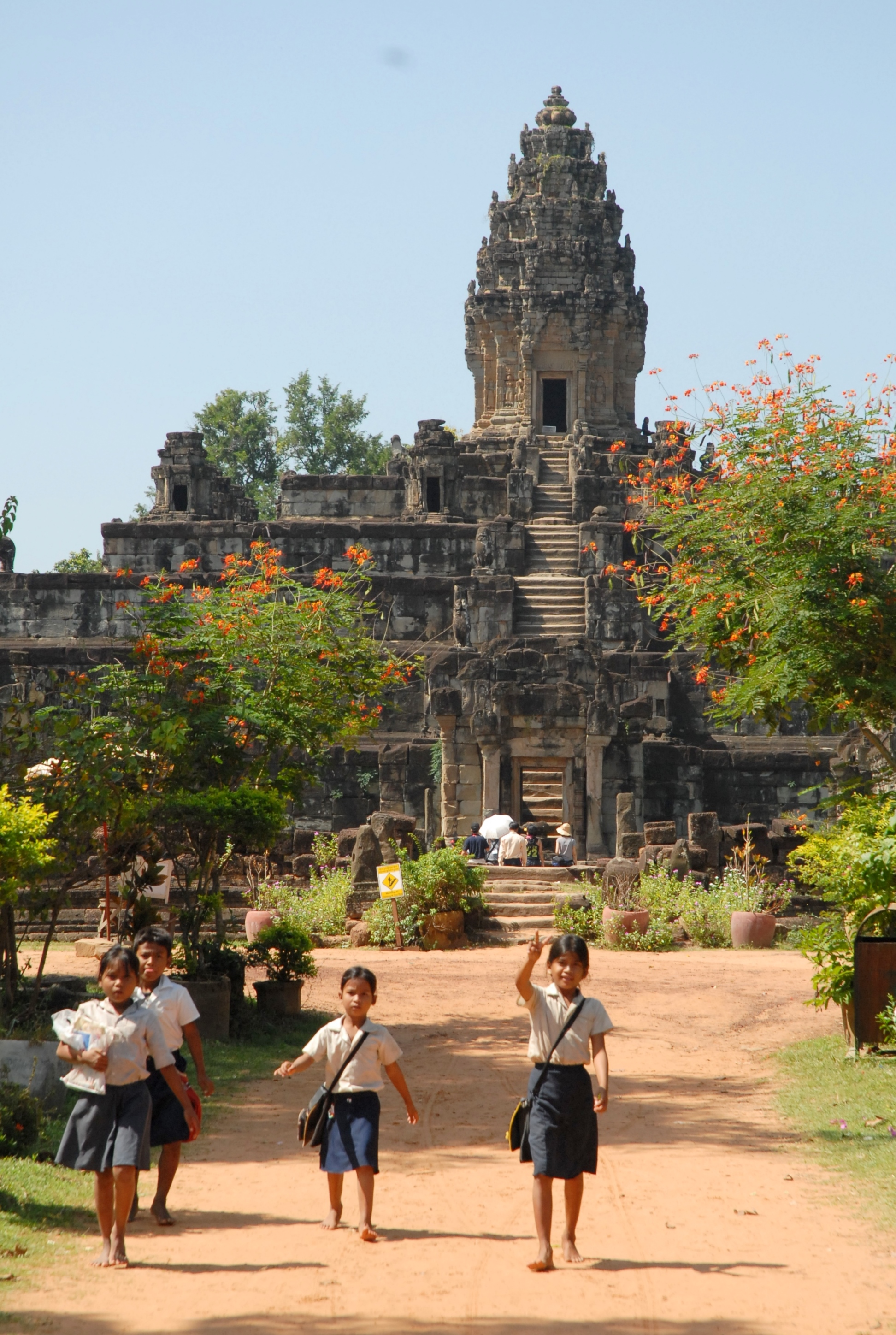
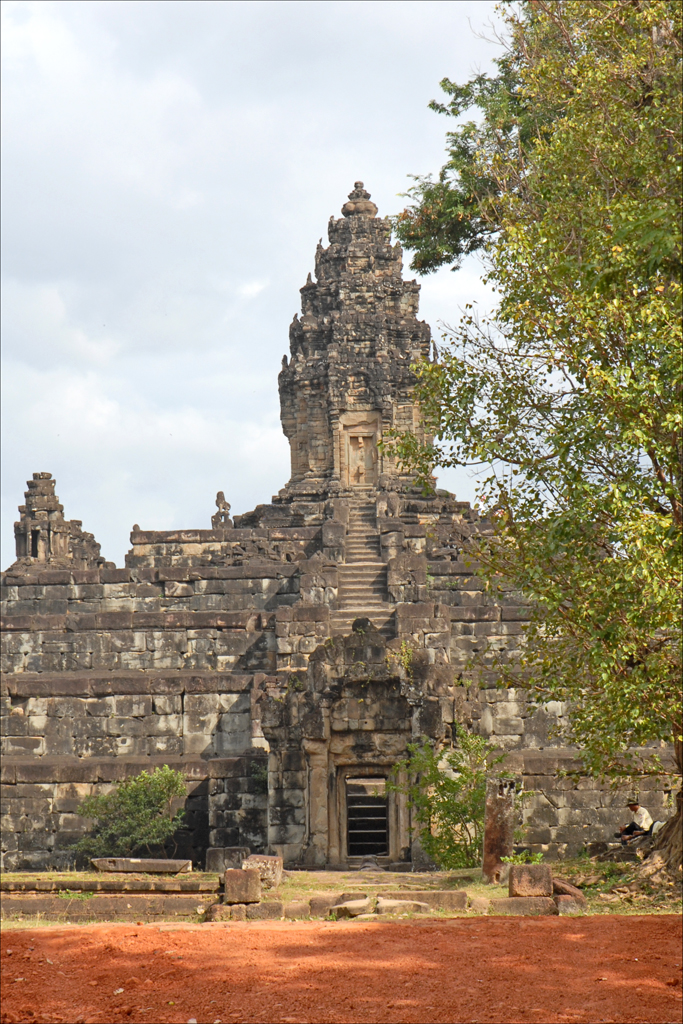
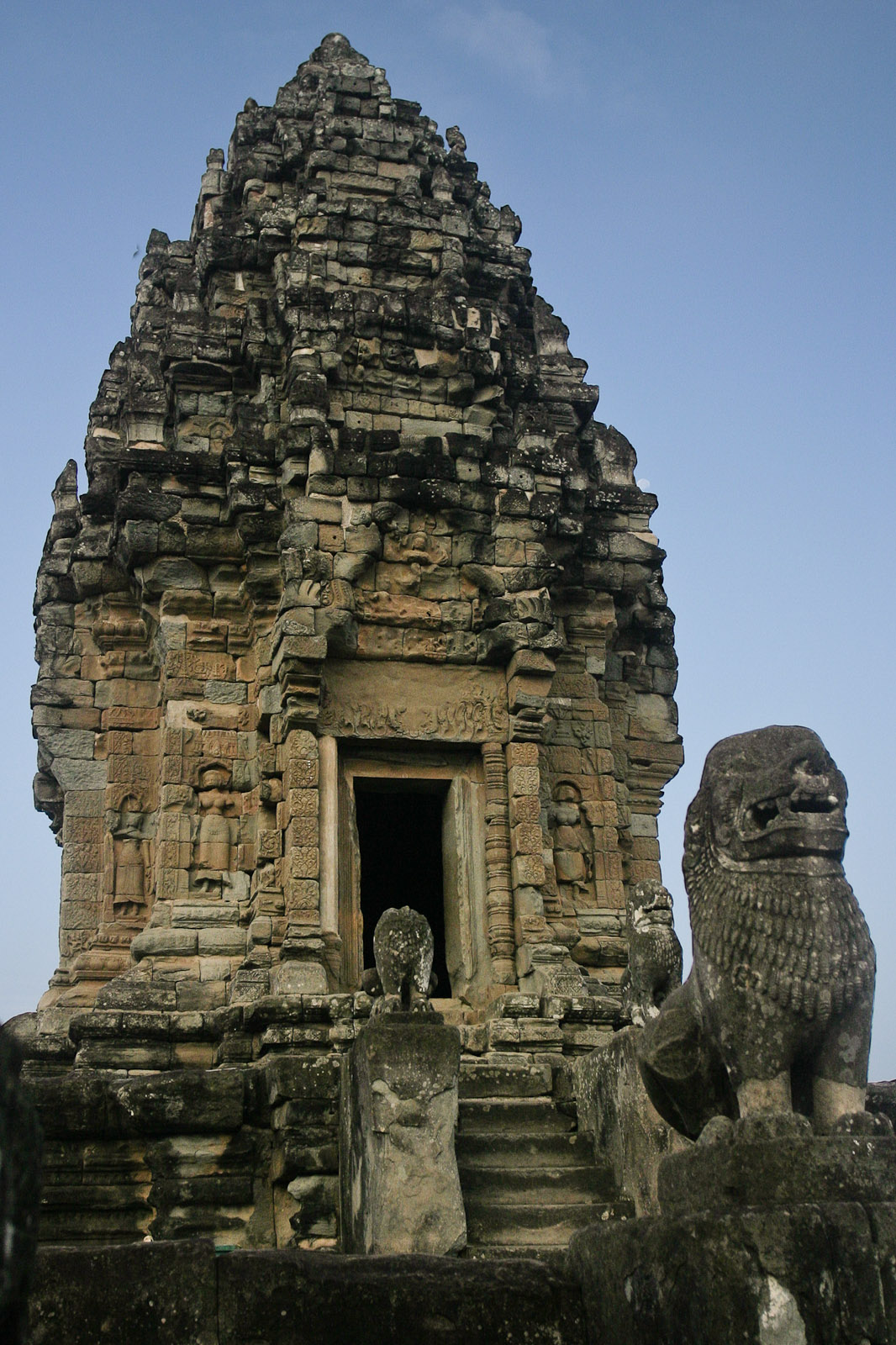
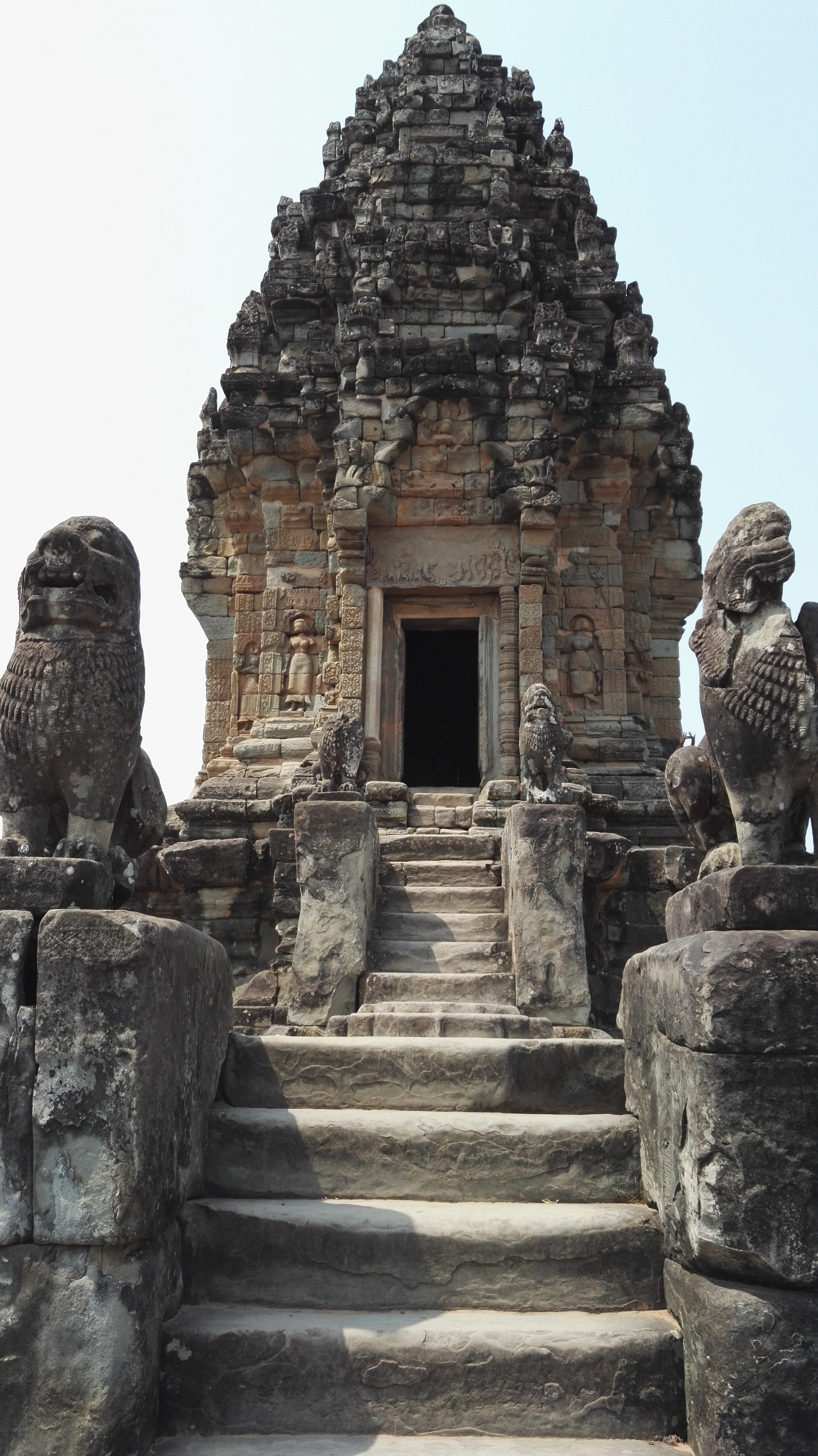
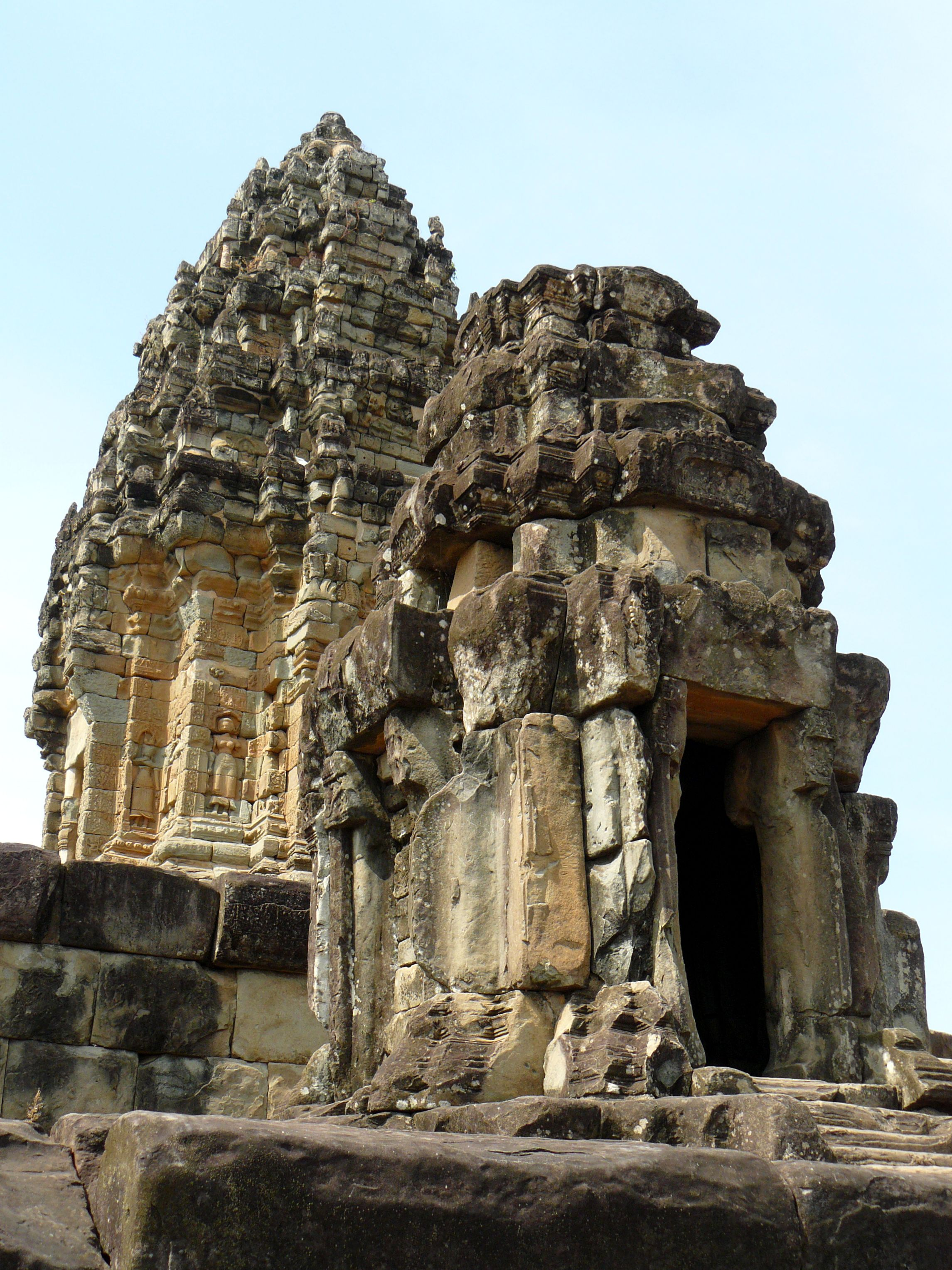
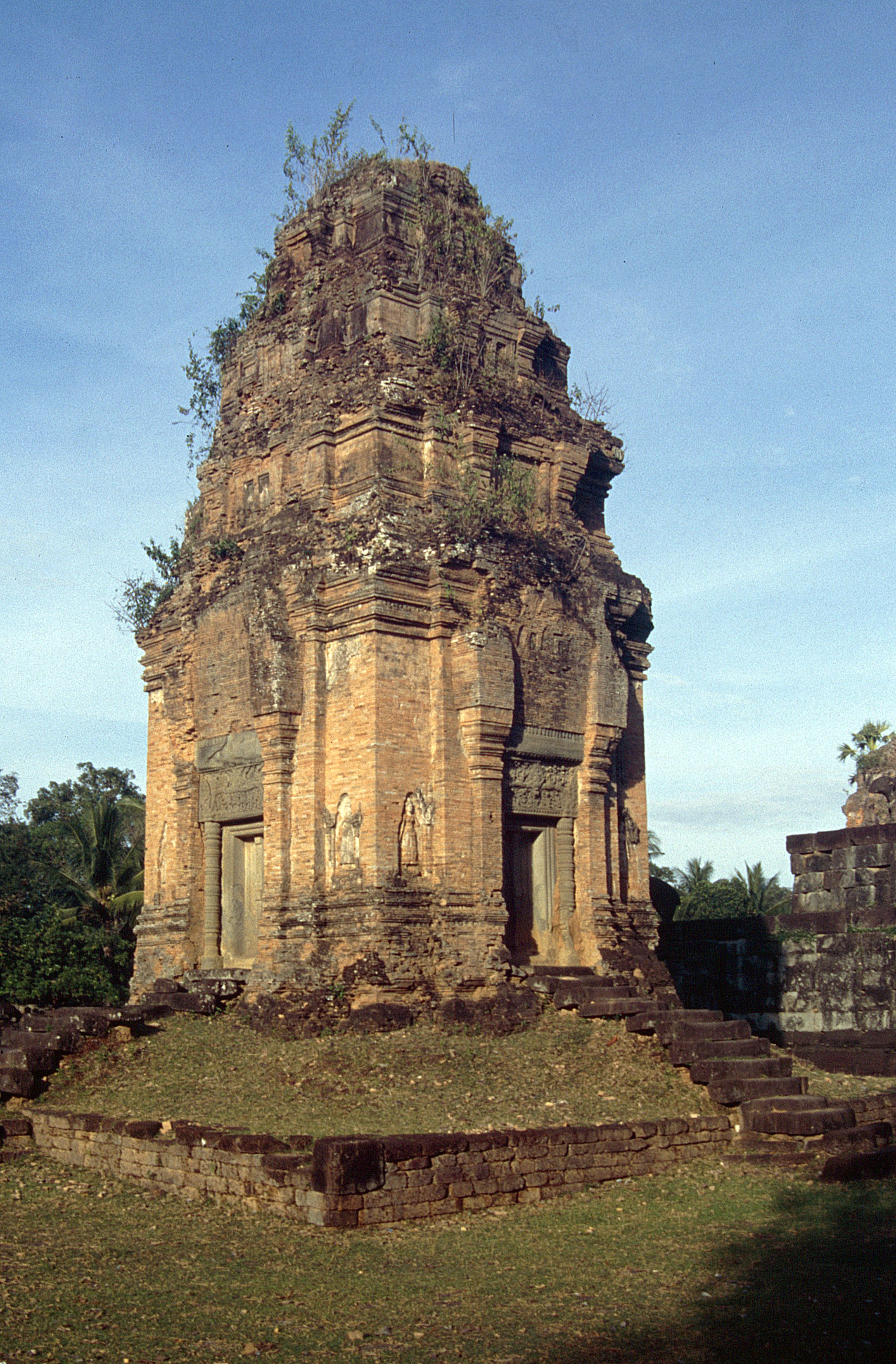
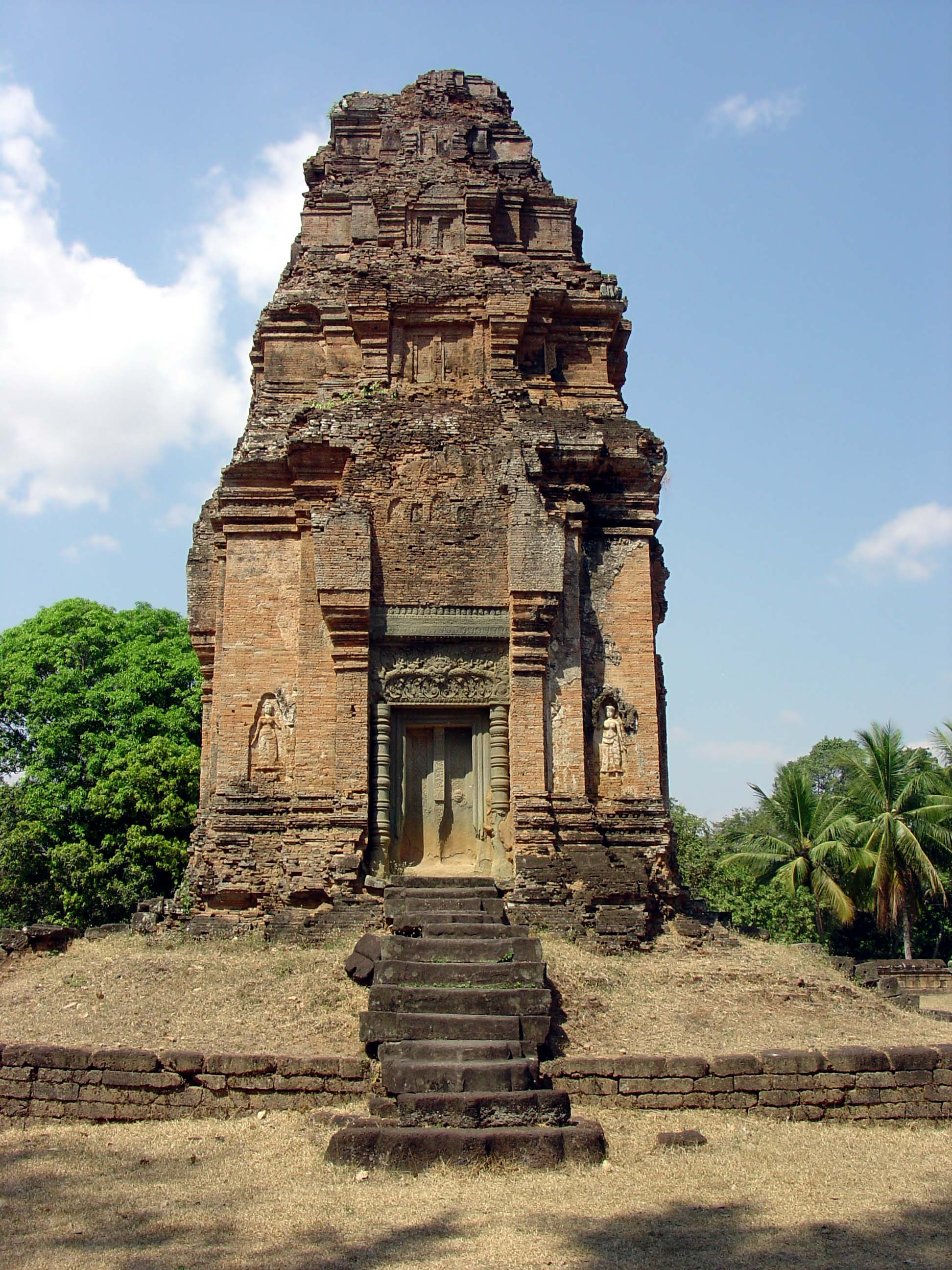
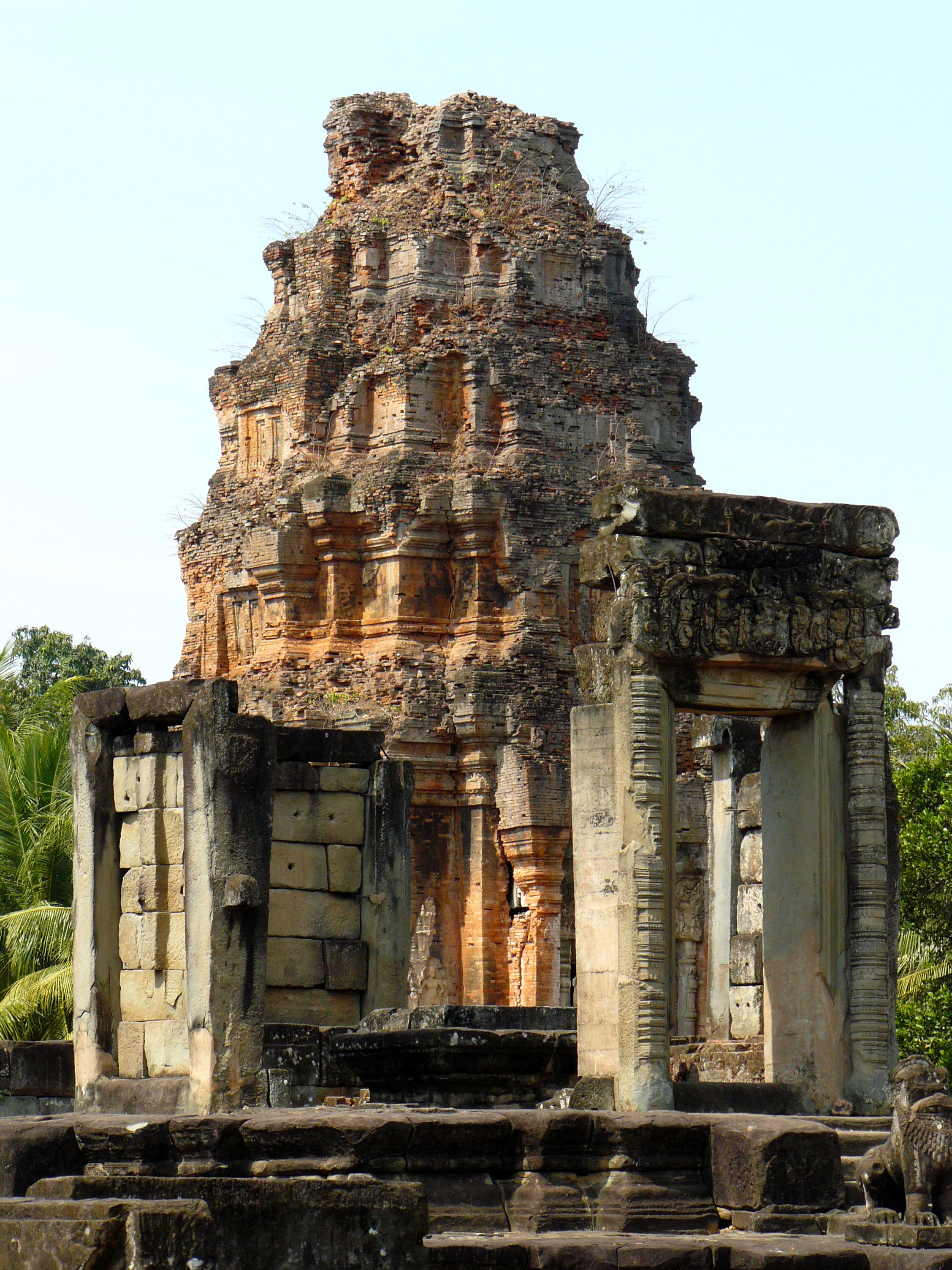
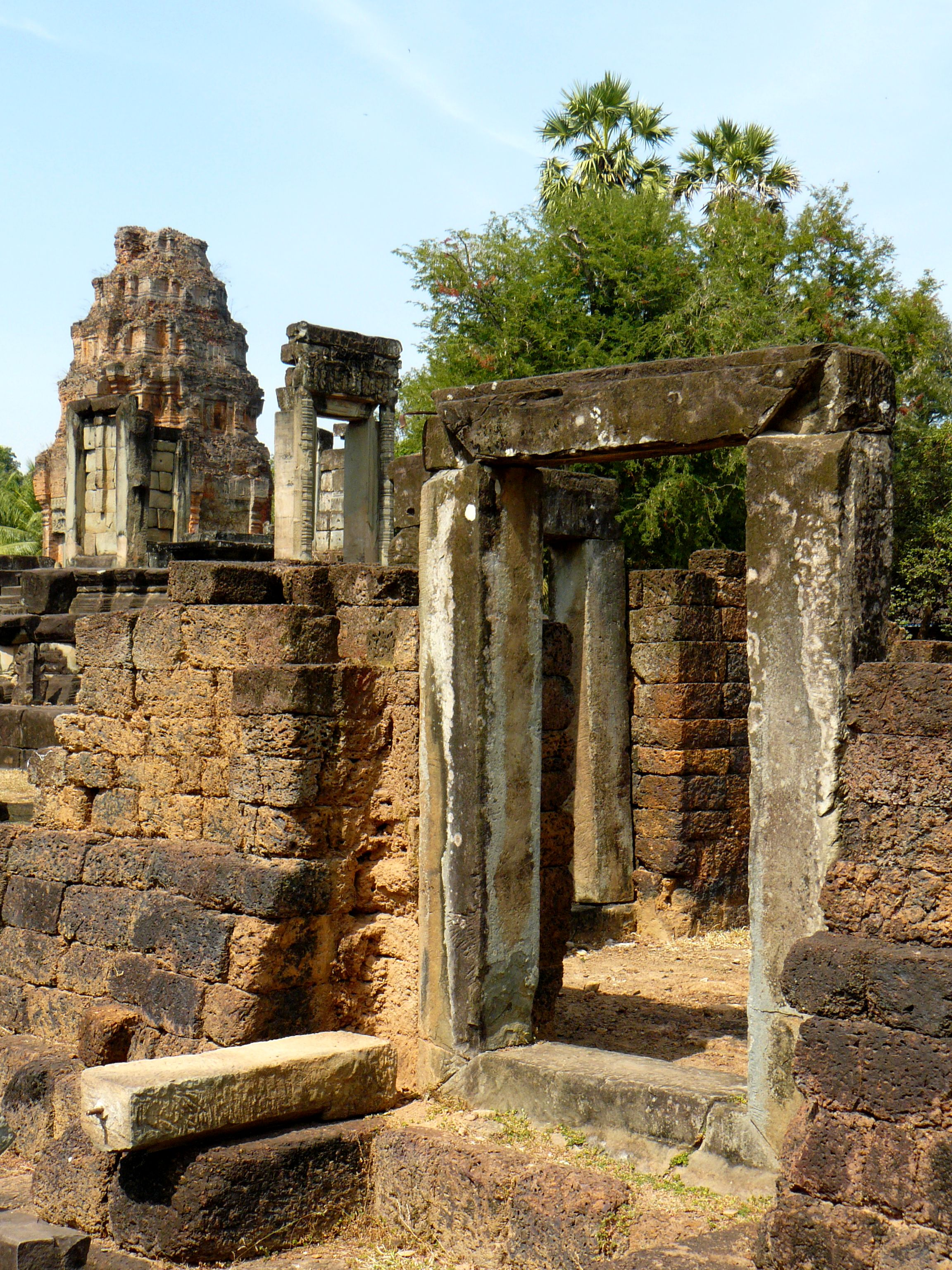
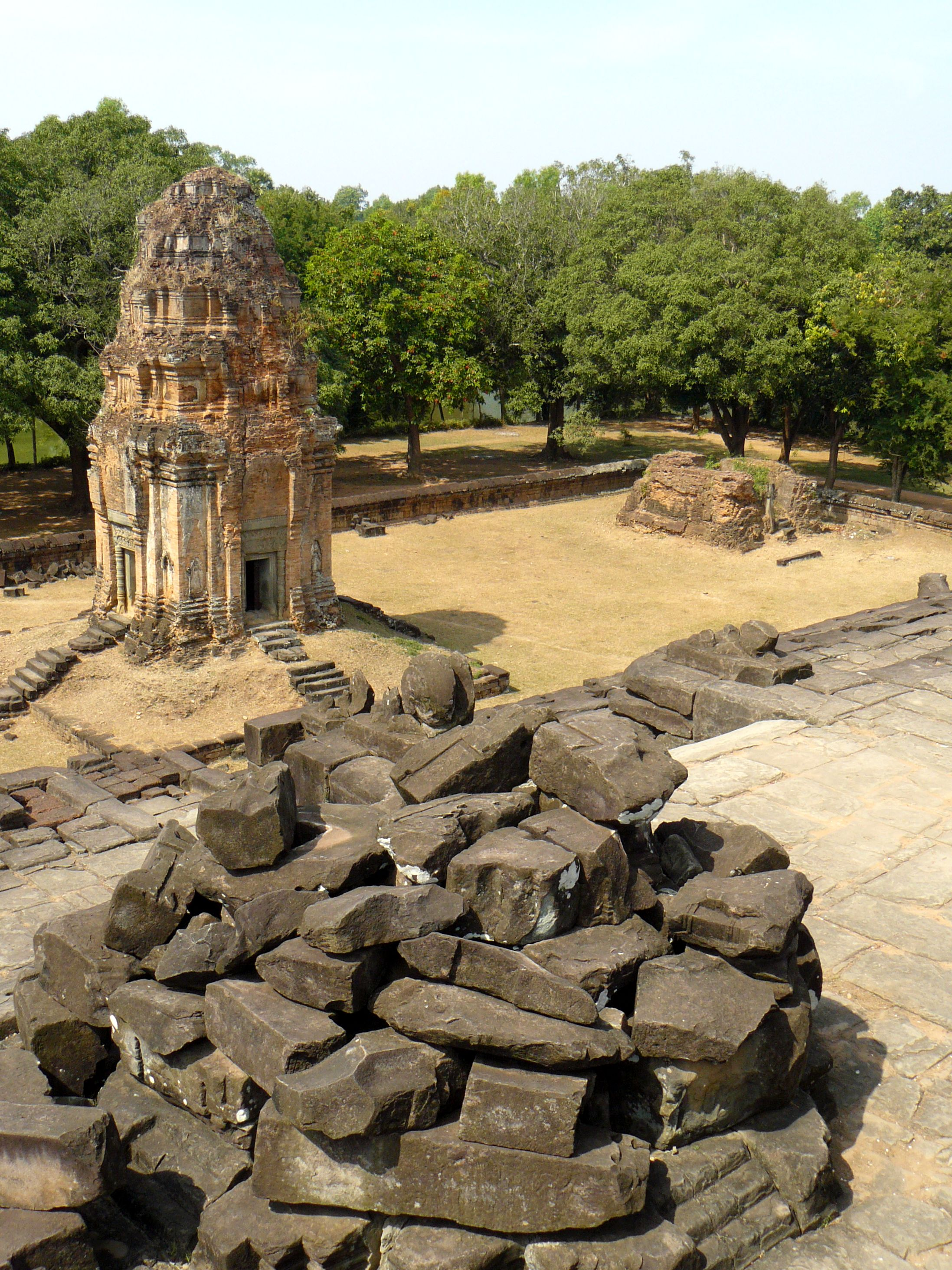